# 工藤嘉名子
工藤 嘉名子（くどう かなこ、1967年3月 - ）は、日本の言語学者。東京外国語大学国際日本学研究院教授。専門は、日本語教育学、第二言語習得論。

## 略歴
1989年、国際基督教大学教養学部卒業、1992年、国際基督教大学大学院教育学研究科博士前期課程修了、1997年、ブリティッシュ･コロンビア大学大学院言語教育学研究科博士課程中退。
立命館大学法学部非常勤講師等を経て、2003年東京外国語大学留学生日本語教育センター講師、2010年同准教授、2015年東京外国語大学国際日本学研究院准教授（改組による配置換え）、2021年教授。

## 著書・論文
- 「『～にむけて』『～にむかって』『～をめざして』の意味・用法」『東京外国語大学留学生日本語教育センター論集31』PP.31-45，2005
- 「音声付き読解教材を利用した口頭発表指導－『目型』の発表から『耳型』の発表への転換－」『小出記念日本語教育研究会論文集11』 pp. 7-22, 2003.
- 山本富美子・工藤嘉名子編著 『文科系留学生・日本人学生のための中･上級学術日本語練習ノート国境を越えて［文型･表現練習編］』 新曜社, 2001